# Hydrellia bezzii
Hydrellia bezzii är en tvåvingeart som beskrevs av Timothy M. Cogan 1980. Hydrellia bezzii ingår i släktet Hydrellia och familjen vattenflugor.
Artens utbredningsområde är Kongo. Inga underarter finns listade i Catalogue of Life.